# Aulacophora pahangi
Aulacophora pahangi es un coleóptero de la familia Chrysomelidae.
Fue descrita científicamente por primera vez en 1994 por Mohamedsaid.